# Commelina zeylanica
Commelina zeylanica là một loài thực vật có hoa trong họ Commelinaceae. Loài này được Falkenb. mô tả khoa học đầu tiên năm 1876.